# 26671 Williamlopes
26671 Williamlopes è un asteroide della fascia principale. Scoperto nel 2001, presenta un'orbita caratterizzata da un semiasse maggiore pari a 2,3852692 UA e da un'eccentricità di 0,0662233, inclinata di 1,42992° rispetto all'eclittica.